# Кустарні набої

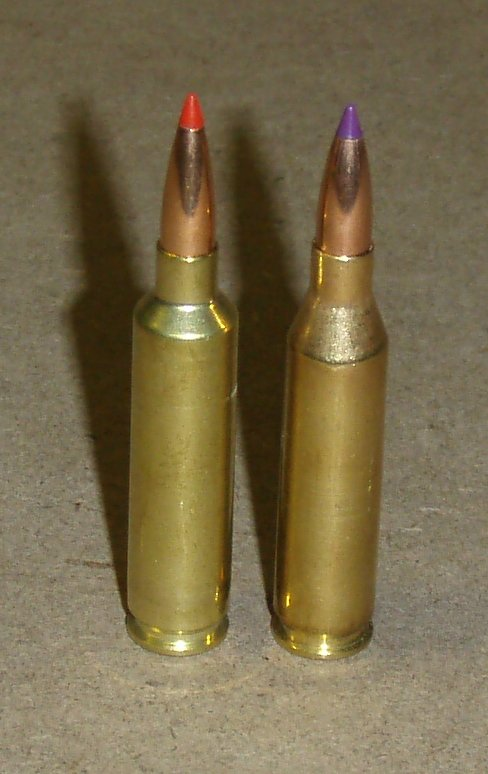
.243 Winchester Ackley Improved (ліворуч) та .243 Winchester (праворуч)

Кустарні набої (англ. wildcat cartridge, англ. wildcat) — набої, для яких боєприпаси та/або зброя не є серійними. Такі набої зазвичай створюють для оптимізації продуктивності (наприклад, потужності, розміру або ефективності) існуючих комерційних набоїв.
Кустарні набої розробляють та використовують не військові або правоохоронці; це скоріше хобі серйозних стрільців, мисливців, зброярів та ентузіастів ручного заряджання, особливо в США. Існує потенційно нескінченна кількість варіантів кустарних набоїв: один виробник збройового обладнання має бібліотеку понад 6000 різних кустарних набоїв для яких вони виробляють обладнання, наприклад, розвертка камори.

## Розробка кустарних набоїв
Часто, кустарні набої є комерційними набоями які модифікують будь-яким шляхом для покращення продуктивності. Стволи для таких калібрів зазвичай випускають зброярі які спеціалізуються на виробництві стволів. Зазвичай ті самі виробники також пропонують штампи для перезарядки, інструменти для самостійного заряджання куль в гільзи. Оскільки заміна стволу зброї для використання кустарних набоїв потребує точного обладнання, більшість кустарних набоїв випускають самі виробники стволів або в співпраці з ними. Боєприпаси заряджаються вручну за допомогою схожих гільз та штампів які випускають зброярі. Крім того постачальники стволів або штампів надають покупцям базову інформацію про перезарядку, перелік потрібних порохів, вагу зарядів та куль. Ті хто займається заряджання набоїв використовують дані для створення зарядів починаючи з мінімального та поступово збільшуючи заряд. 
Кустарні гільзи та набої можна знайти в продажу, але лише від дрібних виробників. Великі виробники зазвичай не випускають кустарні набої, оскільки ринок збуту для них невеликий та через те, що немає стандартів CIP (Commission Internationale Permanente Pour L'Epreuve Des Armes A Feu Portatives — Permanent International Commission for the Proof of Small Arms) або SAAMI, що викликає побоювання щодо відповідальності. 

## Мета та методи

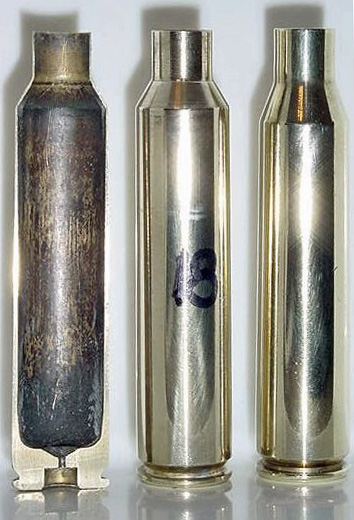
Зліва направо: кустарна гільза .338 Yogi в розрізі та у звичайному виді в порівнянні з заводською гільзою .338 Lapua Magnum.

Кустарні набої створюють з багатьох причин. Основна мета полягає в оптимізації деяких характеристик комерційних набоїв. Головними причинами створення набоїв є: висока швидкість, більше енергія, краща ефективність, більша стабільність (що забезпечує більшу точність) та відповідність мінімально дозволеному калібру або вазі кулі для законного полювання на певні види дичини в певній юрисдикції. Спортивна силуетна стрільба, дала поштовх появі великої кількості кустарних набоїв, навіть деякі гвинтівкові набої пристосовані для використання в короткоствольній зброї. При використанні самозарядних пістолетів для полювання або для спортивних змагань, також покращується подача набоїв з м'якими або порожнистими кулями; наприклад, набій .38/.45 Clerke з пляшкоподібною гільзою, було створено тому, що пряма гільза набою .45 ACP була проблемною під час живлення при використанні порожнистою кулі.
Кустарні набої зазвичай розробляють для:
- Досягнення високих швидкостей шляхом збільшення об'єму гільзи або зменшення калібру.
- Досягнення більшої енергії шляхом збільшення калібру або об'єму.
- Досягнення кращої ефективності шляхом збільшення кута плеча, укорочення гільзи та зменшення конуса гільзи.
- Досягнення стабільності шляхом налаштування об'єму гільзи на певний діаметр кулі, вагу та швидкість, що дає стабільні результати.
- Вирішення проблеми з подачею набоїв.

Серед методів створення кустарних набоїв є:
- Холодне формування. Добре змащену початкову гільзу обережно втискають в матрицю потрібного калібру. Це надає корпусу нову форму. Таку операцію роблять коли потрібно зменшити параметри, наприклад, змінити діаметр дульця або змістити плече назад.
- Формування пострілом. Для такої операції беруть початкову або частково сформовану за допомогою холодного формування гільзу, заряджають легкою кулею та легким зарядом пороху і стріляють зі зброї де її будуть використовувати. В іншій техніці використовують швидкогорючий порох, а гільзу згори запечатують пшеничним борошном з пижом для створення спеціального холостого набою який розширює гільзу. Таку техніку використовують для збільшення параметрів гільзи, наприклад, для зміщення дульця вперед, збільшення кута дульця або випрямляння стінок гільзи.[5]
- Обрізка по довжині. Зазвичай, після холодного формування та формування пострілом, горловина гільзи стає довшою ніж потрібно, а тому гільзу підрізають до потрібної довжини. Обрізка є звичайною операцією перезаряджання, оскільки набої з високим тиском, подовжуються після кожного пострілу, а тому періодично потребують обрізки надлишків гільзи.
- Зміна діаметру гільзи (для підгонки під новий калібр). Така операція має назви «збільшення» або «зменшення» дульця і є загальною при створенні кустарних набоїв. Новий калібр дає змогу використовувати кулі різної ваги, що в свою чергу значно збільшує швидкість або потужність або протидію зносу вітром у порівнянні з початковими набоями.
- Зміщення дульця назад. Це операція холодного формування під час якої дульце зміщують назад для зменшення об'єму гільзи. Таке зазвичай роблять для використання набоїв в короткоствольній зброї, наприклад, переробка гвинтівкового набою на пістолетний набій.
- Видування. Така операція дає змогу змістити плече гільзи вперед для збільшення об'єму гільзи. Відбувається при формуванні пострілом.
- Зміна кута плеча. Перетворюючи плече на майже квадратне, простір стає ідеально сферичним, що в результаті призводить до ефективного згоряння. Якщо плече зміщено назад така операція відбувається під час холодного формування; якщо плече залишається на місці або зміщено вперед таке формування відбувається під час формування пострілом.
- Зменшення конуса гільзи. Така операція гарячого формування робить гільзу більш циліндричною, що дає схожі результати при зміні кута плеча.
- Зміна фланцю. Подібну операцію роблять лише великі виробники, оскільки вона потребує точної токарної обробки. Зазвичай це перехід від фланцевої до безфланцевої гільзи або від безфланцевої до гільзи зі зменшеним фланцем, це робиться для того щоб можна було використати більшу гільзу ніж це передбачено розробником. Зворотню операцію з додавання фланцю також роблять лише великі виробники; прикладом є фланцевий набій .45 Auto Rim створений на базі .45 ACP для використання в револьверах без прискорювачів заряджання та фланцевий .307 Winchester, який походить від набою .308 Winchester, розроблений для використання в важільних гвинтівках. Кустарний виробник також може додати фланець шляхом обтискання кільця на безфланцевій гільзі, але це дуже трудомісткий процес, який потребує спеціальну обтискну матрицю та точний токарний верста.[6] Більшості кустарних виробників простіші розпочати з фланцевої гільзи потрібного діаметру або підігнаної під потрібний розмір.
- Збільшення довжини гільзи. Такий процес було використано для створення потужного набою .357 Magnum на базі менш потужного набою .38 Special. Куля набою .357 magnum має майже в тричі більшу енергію ніж куля набою .38 special такої самої довжини. Збільшення довжини гільзи зазвичай призводить до появи нової гільзи, що сильно обмежує можливість такої модифікації комерційними виробниками. Можна дещо подовжити гільзу шляхом потоншення та витягування гільзи, але така операція потребує спеціального обладнання та досвіду.[6] Зазвичай простіше зменшити, а не подовшити гільзу.

## Приклади кустарних набоїв
Існує багато різновидів набоїв, серед яких кустарних більше ніж серійних. Більшість кустарних набоїв є не дуже відомими. Проте деякі кустарні набої випускають дрібні виробники дрібними партіями. Нижче наведано перелік деяких кустарних набоїв.
- .30 Herrett. Створено на базі набою .30-30 Winchester шляхом зміщення назад дульця та загострення кута плеча. Розроблено для використання в пістолетах з довжиною стволи 25 см, він має таку саму потужність, що набій .30-30 з більшою ефективністю та меншим дуловим спалахом.[7]
- .357 Herrett. Як і перші набої.30 Herrett, він базується на набої .30-30 Winchester, де було вкорочено та збільшено дульце до .357 (9 мм). Розроблено для використання в зброї з короткими стволами, набій є більш ефективним та більш потужним ніж .30-30. Часто визнають, що це найкращий калібр для полювання на середню дичину з пістолета Contender компанії Thompson Center Arms зі стволом 25 см.[8][9]
- .10 Eichelberger Long Rifle. Один з небагатьох набоїв на базі набою кільцевого запалення. Його виготовляються шляхом розбирання набою .22 Long Rifle і повторного використання гільзи. .10 калібр (2.5 мм) є найменшим нарізним стволом. Крихітні кулі .10 калібру майже не дають відбою і рухаються з дуже високою швидкістю. Хоча набій можна використовувати для полювання на дрібну дичину на коротких відстанях, він більш за все є диковинкою, а ніж практичним мисливським або цільовим набоєм.[10]
- 5.7 MMJ або 5.7mm Spitfire. Дульце гільзи набою .30 Carbine було зменшено до .223 калібру (5.56 мм). Набій розробили для переробки надлишкових карабінів M1 на зброю для стрільби на короткі відстані.[8]
- 6mm PPC. Створено на базі набою .220 Russian, який в свою чергу було створено на базі перехідного набою 7.62×39mm. Набій 6 мм PPC було створено в 1975 році спеціально для стрільби зі станку. Хоча він не став поширеним, тим не менш набій 6мм PPC витіснив набій .222 Remington і став найкращим набоєм для стрільби зі станка. Через коротку, товсту гільзу з гострими плечами набій можна заряджати лише в однозарядні гвинтівки.
- .22 Eargesplitten Loudenboomer. Цей набій з жартівливою назвою розробив П. О. Оклі спеціально для досягнення дулової швидкості в 1500 м/с. Набій базується на гільзі набою .378 Weatherby Magnum, гільза непрактично перевищує діаметр канала стволу, а тому набій є диковинкою.[11][12]
- 7 мм TCU (також відомий як 7TCU). Створено на основі гільзи набою .223 Remington. Набій 7 мм TCU є популярних для однозарядних пістолетів таких як Thompson Center Arms' Contender та G2 Contender. Це лише один з набоїв лінійки TCU.

### Кустарні набої в Австралії
В Австралії кустарні набої є дуже поширеними. Більшість зроблені для полювання на оленів, кенгуру та базуються на британському набої .303 British, оскільки він є найпопулярнішим післявоєнним набоєм, а надлишкові австралійські гвинтівки Lee–Enfield MkIII є дешевими. Багато цих гвинтівок отримали стволи калібром .257 і є відомими як 303-25. Унікальною відмінністю є те, що ці боєприпаси менш використовуються для ручного заряджання — їх випускають компанії Super Cartridge Company, Riverbrand, IMI та Sportco.
Оскільки на той час менш затратним було переробити ствол та патранник ніж встановити новий ствол, гвинтівки зі зношеним стволом 303-25 переробляли під калібр .277, тому вони відомі як 303—270.
Загального поширення набув також набій .222 Remington — Мартіні .222 Rimmed. Як і набої «Tini-Mite» та «Mini-Mite», набої .17 калібру кільцевого запалення створені на базі гільзи набою .22 Long Rifle.

### Комерційно прийняті кустарні набої
Деякі набої початково створювалися за індивідуальним замовленням (не комерційна розробка), та отримали достатньо широке визнання або популярність, щоб стати комерційними. Загалом, набої ставали комерційно популярними після того як комерційні виробники зброї починали пропонувати зброю, яку можна було заряджати цими набоями. Коли набої стають популярними, відбувається фінансування відповідності стандартам SAAMI. Після стандартизації SAAMI, будь-який виробник зброї або боєприпасів, може бути впевнений, що продукція є безпечною.
Деякі приклади кустарних набоїв, які стали комерційними:
- .22-250. Створений на базі гільзи .250 Savage, набій .22-250 до сих пір є найшвидшим серед набоїв .22 калібру (5.56 мм). Вперше запропонований у заводській зброї Браунінгом в 1963 році (перша заводська гвинтівка під кустарний набій), калібр .22-250 пізніше використала компанія Ремінгтон в набої .22-250 Remington.[13][14]
- .22 CHeetah. Дульце гільзи.308 BR (Bench Rest) зменшено до .22 калібру. Набій .22 CHeetah має більш пласку траєкторію з кулею .22 калібру з швидкістю приблизно 1220 м/с. Набій є дуже ефективним при полюванні на дрібну дичину на відстані 270 м.[15]
- .303/25. Дульце гільзи .303 British зменшено для стрільби кулями .25 калібру. Набій розроблено в Австрії в 1940-х роках для полювання на кенгуру та дрібних шкідників. Став популярним наприкінці 1940-х та в 1950-х роках в Новому Південному Уельсі, через заборону на володіння зброєю калібру .303 British та складності придбання мисливської зброї та боєприпасів з-за кордону. Зараз є застарілим, але в Австралії до сих пір залишається велика кількість перероблених гвинтівок Lee–Enfield під цей набій.[8]
- 6.8 mm SPC. Цей набій розробили солдати сил спеціального призначення США в пошуку більш летального набою ніж 5,56×45 мм НАТО. Він базується на набої .30 Remington в якому було зменшено дульце до калібру .270 caliber та підігнано для використання в гвинтівці M16. Малоймовірно, що набій 6.8 SPC буде прийнято на озброєння військовими, але його використовують війська спеціального призначення в Афганістані та Іраку, і став популярним в якості комерційного.[14]
- 7 mm-08. Дульце гільзи .308 Winchester було зменшено до 7 мм (.284 калібр). Набій 7 мм-08 має плоскішу траєкторію з легшою, більш аеродинамічною кулею 7 мм.[14]
- 7-30 Waters. Розроблена для покращення продуктивності важільних гвинтівок, які було створено ще в 1890-х роках. Набій 7-30 Waters створено шляхом обтискання дульця гільзи набою .30-30 Winchester до 7 мм (.284 калібр). Навіть у каморах з низьким тиском та кулями з пласкими носами, набій 7-30 Waters дає значне збільшення швидкості та щільність перерізу з незначною втратою ваги кулі. Цей набій також отримав поширення серед мисливців, які використовують однозарядні пістолети T/C Contender або G2, де можна використовувати гостроносі кулі. які є небезпечними для використання в трубчастих магазинах. Він дуже ефективний для полювання на невелику та середню дичину в тому числі на білохвостих та чорнохвостих оленів.[14]
- .454 Casull. Цей револьверний набій класу магнум, розробили Дік Касул та Джек Фулмер, шляхом подовження набою .45 Colt, в 1957 році, для полювання на велику дичину. Багато років виробником зброї під цей набій була компанія Freedom Arms зі штату Вайоминг. В середині 1990-х, два головних виробника, Ruger та Taurus, почали продавати зброю під набій .454 Casull, оскільки він був популярним через свою надзвичайну потужність. В 1998 році завдяки стандартизації SAAMI, набій став остаточно комерційним.[16][17]

### Кустарні набої розроблені для комерційного використання
Хоча технічно комерційний набій не можна вважати кустарним, деякі комерційні набої розроблені виробниками боєприпасів та зброї шляхом модернізації існуючих набоїв — зроблені так само як і кустарні набої. Набої зроблені шляхом подовження зазвичай є комерційними через складність їх створення. Наприклад, таким набоєм є .357 Magnum, який створено на базі набою .38 Special в 1934 році виробником зброї Smith & Wesson.
- .38-40. Один з найстаріших кустарних набоїв, представлений компанією Winchester Repeating Arms Company в 1874 році, був створений шляхом обтискання дульця набою .44-40. Насправді набій .401 in (10.2 мм)[18] є застарілим, але його відновили для використання в змаганнях Cowboy action shooting. За балістикою .38-40 наближається до .40 S&W.[19]
- .221 Fireball. Набій розробила компанія Remington Arms для пістолета XP-100, який був однозарядним пістолетом з ковзним затвором. Набій .221 Fireball створено шляхом обтискання дульця гільзи набою .222 Remington, створений для кращої ефективності в 25 см стволі пістолета XP-100. Навіть заряджений невеликим зарядом зі швидкогорючого пороху для короткого стволу, набій .221 Fireball має сильний дуловий спалах; проте продуктивність була нечуваною для того часу: швидкість понад 885 м/с при стрільбі зі стволу XP-100. Він є найшвидшим набоєм стандарту SAAMI для короткоствольної зброї, а набій є ефективним і точним, що його можна використовувати в гвинтівках.
- .22 Remington Jet. Цей набій розробила компанія Remington для револьвера Smith & Wesson Модель 53 та важільної гвинтівки Marlin Модель 62, але гвинтівка ніколи не випускалася під цей калібр. Набій .22 Remington Jet створено шляхом обтискання дульця гільзи набою .357 Magnum.[20] Набій .22 Jet більше не випускає ні компанія Remington ні жоден з комерційних виробників.
- .357 SIG. Популярний зараз пістолетний набій розробила швейцарська компанія Sig Sauer в спробі забезпечити балістику, відповідну потужному револьверному набою .357 Magnum, але в набої для самозарядного пістолета. Набій створили шляхом обтискання дульця та деякого розтягнення гільзи набою .40 S&W, який сам походить від набою 10mm Auto.
- .400 Corbon. Цей набій було розроблено для отримання балістики набою 10mm Auto в набої який можна заряджати в пістолети під набій .45 ACP де просто заміняли ствол. Його зробили шляхом обтискання дульця гільзи .45 ACP до .40 калібру (10 мм). Спочатку під набій .400 Cor-Bon не існувало зброї, але стволи під новий калібр випускали для пістолета M1911.
- .41 Action Express. Розроблено в 1986 році компанією Action Arms для пістолета Jericho 941. Це, як і .357 SIG, була спроба створити потужний набій класу магнум для самозарядного пістолету. Було взято гільзу набою .41 Magnum, яку обрізали до розміру камори самозарядного пістолету калібру 9×19 мм. Фланець було зменшено до розміру фланцю набою 9×19 мм, перетворивши його на набій зі зменшеним фланцем. Таким чином відбувся перехід на більший калібр. Набій .41 AE не отримав великого комерційного успіху, оскільки в 1990 році з'явився схожий за потужністю набій .40 S&W.[21]
- .204 Ruger. В 2004 році компанія Ruger представила свій набій в якому куля вагою 2,1 г могла досягти швидкості 1290 м/с при стрільбі зі зброї зі стволом довжиною 610 мм. Набій .204 призначався для вармінт гвинтівок. Його створили на базі набою .222 Remington Magnum, який дещо довший за набій .223 Remington та має на 5 % більший об'єм. Набій було створено для дуже великої дальності прямого пострілу, тому заводський заряд мав вражаючу балістику, відхилення на 38 мм вгору на дальності 140 м та 38 мм відхилення вниз на відстані 253 м.

### Друге покоління кустарних набоїв
Деякі кустарні набої створено на базі успішних кустарних набоїв. Кустарний набій .308 × 1.5" Barnes, відомого автора Френка Барнса, створений шляхом зміщення дульця набою .308 Winchester назад на 38 мм, є найкращим прикладом кустарного набою, на базі якого було створено нові успішні кустарні набої. Гільзу .308 x 1.5" випускає багато виробників гільз, відмінністю кустарної гільзи .308 x 1.5" є використання дрібного капсуля, на відміну від гільзи .308 Winchester яка має великий капсуль (капсуль меншого розміру краще підходить для гільзи меншого об'єму). Існує мінімум 8 кустарних набоїв створених на базі гільзи .308 x 1.5" brass, в тому числі деякі дуже успішні спортивні набої, в тому числі лінійка набоїв Benchrest Remington, .22 BR, 6mm BR, 6.5mm BR, 7mm BR, .30 BR.
Іншим прикладом є набій .220 Russian, на базі набою 7,62×39 мм. Оскільки майже всій набої 7,62×39 мм зроблені в 1970-х роках мають систему запалення Бердана та часто сталеві гільзи, він є поганим вибором для кустарних набоїв. Проте набій .220 Russian має капсуль Боксер та латунну гільзу високої якості. Набій .220 Russian до сих пір є базою для лінійки набої PPC, наприклад, .22 PPC та 6mm PPC, тому під набої PPC існує більше зброї ніж під набій .220 Russian. Сама лінійка PPC стала базою для набою 6.5 Grendel, далекобійного набою з високою енергією для гвинтівки AR-15.

### Відомі кустарні набої
- Whisper (лінійка набоїв, зокрема .300 Whisper), запатентовані набої Дж. Д. Джонса
- Кустарні набої .30-06 Springfield